# Rachid O.
Rachid O. (wirklicher Name Abdellah Oubaid; * 1970 in Rabat) ist ein marokkanischer Schriftsteller.

## Leben
Oubaid verbrachte seine Kindheit in Rabat. Er floh als junger Mann nach Frankreich. In Paris veröffentlichte er mehrere Werke unter dem Pseudonym Rachid O. Seine Werke beschäftigen sich mit dem Thema „Islam und Homosexualität“. Er wohnt offen homosexuell in Paris.

## Werke (Auswahl)
- 1995: L'enfant ébloui, Gallimard
- 1996: Plusieurs vies, Gallimard
- 1998: Chocolat chaud, Gallimard
- 2003: Ce qui reste, Gallimard
- 2013: Analphabètes, Gallimard

## Preise und Auszeichnungen (Auswahl)
- 2013: Mamounia Literary Award